# Portrait du duc d'Alba
Le Portrait du duc d’Alba est une huile sur toile peinte en 1795 par Francisco de Goya et qui est conservé au musée du Prado à Madrid. Il représente José Álvarez de Toledo, duc d’Alba et XI Marquis de Villafranca, qui était marié avec María Teresa de Silva, duchesse d’Alba. C'est le portrait intégral, avec une veste de velours jaunâtre, une chemise blanche à pois bleus, un pantalon gris et des bottes à éperons noirs.

## Histoire

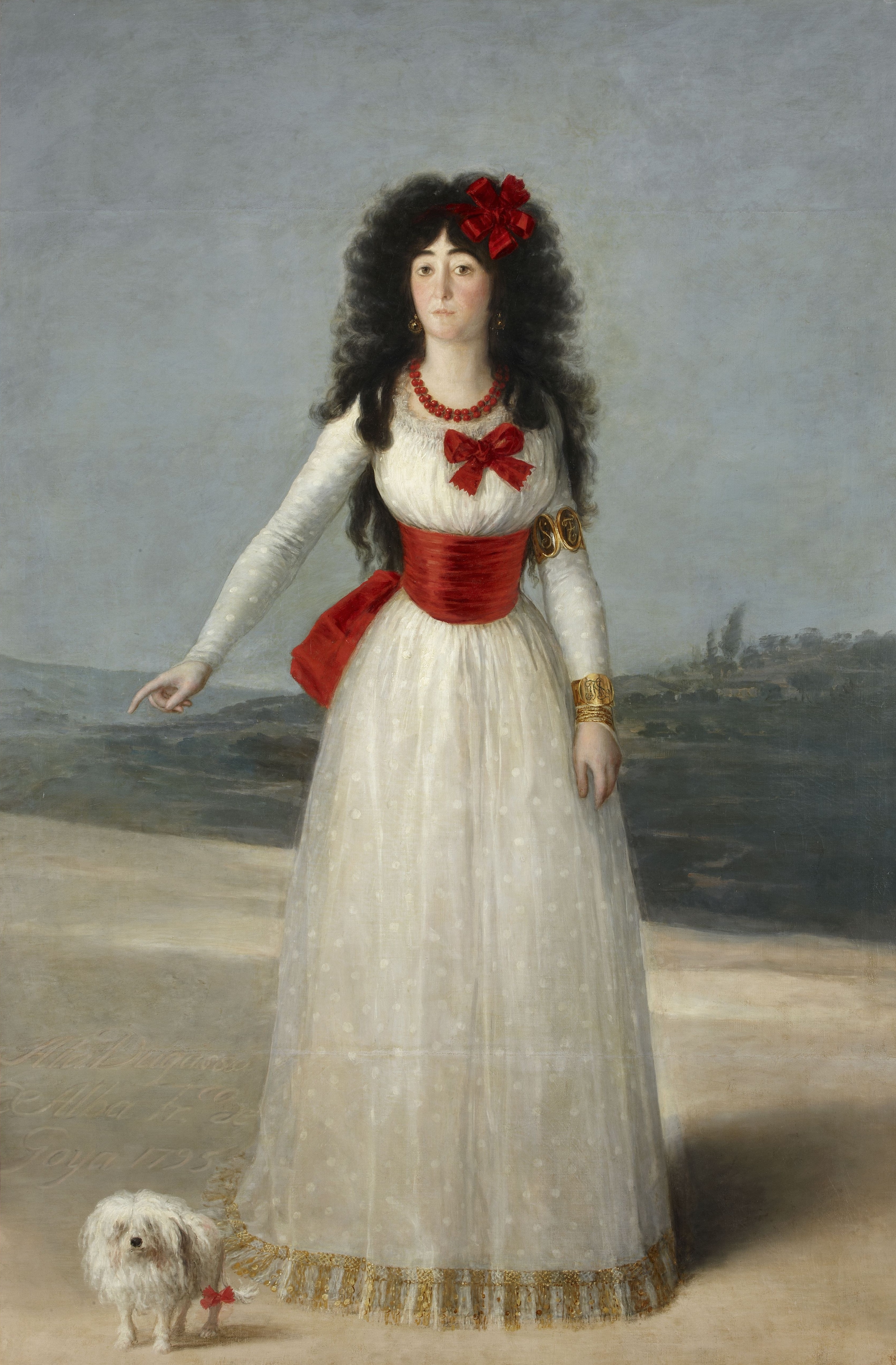
Francisco Goya, Portrait de la duchesse d'Alba en blanc, 1795, huile sur toile, 194 × 130, Madrid, musée du Prado.

En 1795, Goya était célèbre : il était devenu académicien de l’Académie royale des beaux-arts de San Fernando, connaissait les ducs d’Alba — probablement via le comte d’Altamira et de son épouse, la sœur du duc d’Alba. Ceux-ci représentaient la famille la plus importante d’Espagne après la famille royale. Le duc commanda à Goya son portrait et celui de son épouse la duchesse d’Alba, Maria Teresa Cayetana de Silva. Il peignit également la mère de Don José, María Antonia Gonzaga Caracciolo marquise de Villafranca.

## Description
Le retour du duc d’un séjour en Angleterre suggéra probablement la pose dite « anglaise », une posture très naturelle, jambes croisées, appuyé sur un clavecin finement décoré avec un habit d’équitation. Tout dans le portrait suggère la finesse, la culture, la réserve. On note sur le clavecin un violon alto dont jouait le duc et un chapeau noir. Le duc tient dans ses mains la partition d’un quatuor à cordes de Haydn. L’ensemble de ces détails suggèrent la personnalité du personnage : raffiné, cultivé collectionneur d’instruments de musique et musicien bien que ces activités ne l’empêchent pas de pratiquer l’équitation. Il s’agit probablement de l’un des meilleurs portraits de Goya, non seulement par sa technique magistrale, mais aussi par la parfaite organisation de l’espace.